# CFO European Summit
CFO European Summit – międzynarodowa konferencja organizowana od 2008 przez ACCA Polska. Uchodziła za jedno z największych i najważniejszych spotkań przedstawicieli branży finansowej w Polsce i Europie. 

## Historia
Każda konferencja składa się z części wykładowej i z kilku paneli dyskusyjnych, w których biorą udział  międzynarodowi eksperci i znani  ekonomiści oraz CFO. W dotychczasowych spotkaniach z Polaków uczestniczyli m.in. prof. Leszek Balcerowicz, prof. Jerzy Hausner, prof. Grzegorz Kołodko, Jacek Rostowski, Wiesław Rozłucki i prof. Krzysztof Rybiński, a wśród tematów poruszanych podczas pierwszych edycji konferencji znalazły się: 
- I edycja (2008) -  relacje inwestorskie, kapitał ludzki, strategiczne zarządzanie płynnością finansową
- II edycja (2009) – kryzys, CFO jako strateg, skuteczne strategie w niepewnych czasach,
- III edycja (2010) – zarządzanie ryzykiem, nowa funkcja CFO oraz rola kobiet w strukturach finansowych firm
- IV edycja (2011) - siła i pozycja agencji ratingowych w globalnym systemie finansowym, analityka biznesowa i analityka konkurencji, a także innowacyjność w finansach[1].
- V edycja (2012) - przyczyny i konsekwencje kryzysu fiskalnego, megatrendy i kierunki rozwoju biznesu za 5,10,15 lat (w tym raport "Świat w 2030 roku"[2].), poszukiwanie oszczędności - smart shopping w korporacjach.

2013-2015 odbyły się VI-VIII edycje konferencji.